# 哈拉姆 (挪威)
哈拉姆（挪威語：Haram）是挪威已不存在的市镇，存在於1838年至2020年間。